# Tecellin Jaksch
Tecellin Jaksch, počeštěně Tecelín Jaksch, rodným jménem Josef Jacksch (23. března 1885, Hackelhof u Českých Budějovic – 23. května 1954, klášter Rein, Štýrsko) byl český cisterciácký mnich německé národnosti, 43. opat vyšebrodského kláštera. Za jeho úřadu byl klášter zrušen nacisty (1941), obnoven a opět zrušen komunisty (1950). On sám byl nacisty vězněn a před komunisty musel uprchnout do Rakouska, kde pracoval na obnově kláštera Rein.

## Život

### Mládí
Tecellin Jaksch se narodil v obci Haklovy Dvory u Českých Budějovic. Vyrůstal v dvoujazyčném prostředí, kde si perfektně osvojil jako němčinu, tak češtinu. V Budějovicích vychodil základní školu i gymnázium, kde vyučovali cisterciáčtí mniši. Po maturitě roku 1904 vstoupil do noviciátu Vyšebrodského kláštera a přijal řeholní jméno Tecellin. Rok poté složil časné sliby a odešel studovat teologii do Innsbrucku. V roce 1908 složil do rukou opata Pammera věčné sliby. Od roku 1909 se podílel na duchovní správě oblastí spadajících pod klášter. Za první světové války sloužil jako vojenský kaplan na italské frontě a získal zde vyznamenání. Po návratu z války se opět zařadil do duchovní správy, k velké spokojenosti biskupa Bárty spravoval Boršov nad Vltavou.

### Opat
Po smrti opata Pammera v roce 1924 klášter naplno pocítil antikatolicismus počátků první republiky, která na základě zákonů z mocnářství maximálně zdržovala volbu nového opata a zasahovala do ní zamítáním kandidátů. Novým opatem byl nakonec v roce 1925 zvolen právě Jaksch, který byl díky státním zásahům do procesu volby jediným kandidátem. Přesto trvalo třičtvrtě roku, než stát volbu potvrdil.
Jaksch se musel na počátku svého úřadu vyrovnat se značným zadlužením z válečných dob, jakož i s první pozemkovou reformou, která za poměrně nízkou náhradu odňala klášteru jeho nejlepší pozemky. Během dvou let stihl nejen zaplatit všechny dluhy (z části díky náhradám za znárodnění půdy), jakož i pořídit nové zvony pro klášter (předchozí byly zrekvírovány za války).
Jaksch se postupně ukázal jako vynikající hospodář. Provedl spoustu oprav a modernizací v klášteře, zmodernizoval klášterní pivovar. Ve Vyšším Brodě zbudoval na náklady kláštera mateřskou školku a u kostela svatého Josefa přestavěl klášterní špitál, zbudovaný pro mnichy a zaměstnance kláštera. Některé věci se však i přesto ukázaly nad jeho síly, gymnázium formálně založené svým předchůdcem v roce 1924 ve Vyšším Brodě musel už po dvou letech zrušit. Klášter si za jeho úřadu získal náklonnost obyvatel a měl nadbytek zájemců o mnišský život, takže Jaksch začal plánovat obnovení kláštera ve Zlaté Koruně, kde měla podle jeho plánů sídlit česká komunita, zatímco ve Vyšším Brodě by zůstala německá.
Ve třicátých letech začalo na Vyšebrodsku sílit národnostní pnutí mezi Čechy a Němci, nejprve podněcované hospodářskou krizí, poté i šířením ideologie nacismu. Klášter pod Jakschovým vedením se zhoršující situaci snažil čelit jednak protinacistickými kázáními, jednak dobročinností a promyšlenou sociální a zaměstnavatelskou politikou, která byla v mnoha ohledech zjevně vedena úmyslem spíše dát lidem práci a obživu, než vydělat. V roce 1937 navštívil Vyšší Brod na Jakschovo pozvání prezident Edvard Beneš.
V roce 1938 opat přemístil hlavní poklady kláštera do Prahy, neboť ve Vyšším Brodě podle něj již nebyly v bezpečí. V říjnu 1938 navštívil Šumavu Adolf Hitler, který projevil zájem o návštěvu kláštera, ovšem Jaksch ho odmítl do kláštera vpustit.
V listopadu 1938 jej biskup Bárta jmenoval komisařem pro tu část diecéze, která byla odtržena od Československa, Jaksch mu ji vrátil s poznámkou, že bude nepochybně brzy zatčen, a doporučil jmenovat svého spolubratra Dominika Kaindla.
Vzápětí poté byl skutečně zatčen gestapem. V roce 1939 byl odsouzen do vězení za podněcování nepřátelství k Říši a nacismu a na základě řady smyšlených obvinění na půl roku do vězení, po propuštění pak zbytek války strávil pod dohledem gestapa v částečné internaci a se zákazem pobytu na území jižních Čech. Za jeho nepřítomnosti spravoval klášter Dominik Kaindl jakožto opat-koadjutor, po většinu času ale pouze formálně, protože v roce 1939 mu úřady přidělily německého správce a v roce 1941 jej násilně zabraly a zrušily.